# Red Bull X2010
O Red Bull X2010 (originalmente chamado de Red Bull X1) é um protótipo de ficção para o jogo Gran Turismo 5, de PlayStation 3. O veículo foi construído para responder a uma pergunta do piloto e designer de carros Kazunori Yamauchi. Ele disse: "Se fosse possível construir o carro de corrida mais rápido do mundo, que jogaria de lado todas as regras e regulamentos, como ele se pareceria? Como seria realizado? E qual seria a sensação de dirigi-lo?" O carro foi desenhado pelo engenheiro projetista da Red Bull Racing Adrian Newey em conjunto com Yamauchi. O protótipo possui rodas cobertas, downforce aumentada e ventoinha semelhante ao Chaparral 2J e ao Brabham BT46. O X2010 é impossível de ser pilotado de fato porque consegue atingir força G superior a 8,75, o que mataria um ser humano. No dia 11 de outubro de 2011, foi lançado em uma atualização para o jogo, o Red Bull X2011 em cor preta e com modificações de melhoria.
Para ser conseguido no jogo, é necessário completar um desafio especial, conhecido como Desafio do Sebastian Vettel. O carro foi distribuído a todos os jogadores de Gran Turismo 5 até uma semana após a vitória de Vettel no mundial de Fórmula 1 de 2011. O preço do carro no jogo é de Cr$ 20 milhões.